# エヴァンジェリスタ・トリチェリ
エヴァンジェリスタ・トリチェリ（イタリア語: Evangelista Torricelli、グレゴリオ暦1608年10月15日 - グレゴリオ暦1647年10月25日）は、イタリアの物理学者。ガリレオ・ガリレイの弟子。
ファエンツァに生まれ、ローマに出て最初は数学者ベネデット・カステリの秘書をした。1641年からはガリレイの弟子となり、ガリレイの死まで研究をともにした。その後はトスカーナ大公フェルディナンド2世に数学者・哲学者として招かれて、ピサ大学の数学の教授に任命された。1647年、腸チフスのため39歳で没した。

## トリチェリの真空
約10メートルよりも深い井戸から水を直接吸い上げることができないことは古くから知られていたが、1643年、トリチェリはこれを説明するための実験を、弟子のヴィヴィアーニともに行った。一方の端が閉じたガラス管に水銀を満たし、水銀を満たした皿にこれを立てると、水のときの約14分の1の約76センチメートルの高さにしかならず、それより上の部分は真空になることを発見した。水と水銀の密度の比も約1:14であることから、空気による圧力、大気圧によって液体が押されているのだ、という結論に達した。同時に、水銀柱の高さは日々微妙であるが変化することも発見した。また、水銀柱のある場所によっても変わることが分かった。このため水銀気圧計の発明者ともされている。また、圧力の単位トル (Torr) はトリチェリの名にちなむ。

## トリチェリの定理
1644年には、液体を入れた容器の側面に比較的小さな穴を空けたときの液体の流出速度に関するトリチェリの定理を発表した。重力加速度をg 、液面と穴の高低差をh 、流出速度をv とすると
{\displaystyle v={\sqrt {2gh}}}
という関係になるというもので、液面の高さから自由落下した物体が穴の高さで得る速度と同じである。トリチェリの定理は、周囲の大気圧が一定で、液面の降下速度を無視できると仮定した場合におけるベルヌーイの定理の変形である。

## トリチェリの問題
トリチェリは幾何学者としても有名であった。フェルマーはトリチェリに「三角形の各頂点からの距離の和が最小になる点（フェルマー点）を求めよ」という問題を出したことがあり、これはトリチェリの問題と呼ばれている。